# Negoi
Negoi è un comune della Romania di 2406 abitanti, ubicato nel distretto di Dolj, nella regione storica dell'Oltenia.